# Председатель
Председа́тель — высшее должностное лицо, руководящее собранием, советом, комитетом, колхозом, общественной организацией, политической партией, государственным органом и так далее.
В другом источнике указано что Председатель — первое лицо в заседании. Как правило, председатель избирается или назначается членами заседания, собрания, организации и так далее. В обязанности председателя обычно входит руководство заседания, собрания, организации и так далее, и поддержание должной деловой обстановки во время таких заседаний. В перерывах между собраниями (сессиями) организации или собраниями председатель часто исполняет роль главы организации (Председатель правления) и выступает от её имени.

## Терминология
Кроме основного термина председатель в качестве синонима могут употребляться слова председательствующий, президент, модератор. Председателя палаты парламента часто называют спикером. В некоторых организациях, обращающих особое внимание на формальное равенство всех участников, должность председателя может называться секретарь или, в случае если секретарей несколько, первый секретарь или генеральный секретарь.

## Временный председатель
Согласно многим сборникам процедурных правил первое заседание организации открывает временный председатель, нередко это старший по возрасту член собрания. В обязанности временного председателя входит открытие собрания и управление собранием во время выборов председателя. После этого временный председатель уступает руководство собранием вновь избранному председателю. Также временный председатель может быть избран собранием на одно заседание в случае отсутствия действующего председателя. Для примера — Временный председатель Сената США.

## Вице-председатель
Вице-председатель (также вице-президент, заместитель председателя, в Российской империи — товарищ председателя) может избираться для руководства собранием в случаях отсутствия председателя или в случаях, когда рассматриваемый вопрос предполагает личную заинтересованность председателя.

## Зиц-председатель
Зиц-председатель (зиц- от нем. sitzen — «сидеть», также имеет значение «сидеть в тюрьме») — номинальный руководитель предприятия (фирм-однодневок), создаваемых ради финансовых и иных махинаций. Главная обязанность — вместо подлинного махинатора попасть под суд и в тюрьму, во время работы ему полагается значительное вознаграждение (не всегда).
В литературе данная должность хорошо показана в лице персонажа Фунта в романе «Золотой телёнок» (1931).
В современном русском языке слово «зицпредседатель» используется, когда говорят о должностном лице, которое занимает свою должность формально и не имеет права принимать ответственные решения.